# Victor Horsley
Pour l’article homonyme, voir Horsley.
Victor Alexander Haden Horsley, né le 14 avril 1857 à Kensington (Londres) et mort le 16 juillet 1916 à Al-Amara (Mésopotamie ottomane), est un médecin universitaire, physiologiste et pionnier de la neurochirurgie britannique.

## Biographie

### Jeunesse et formation
Victor Horsley est le fils de Rosamund Haden et de John Callcott Horsley, RA Ses prénoms, Victor Alexander, lui sont donnés par la reine Victoria.
Formé à la Cranbrook School dans le Kent, il étudie la médecine à l'University College de Londres et à Berlin, en Allemagne (1881) et, la même année, commence sa carrière en tant que chirurgien interne et résident à l'University College Hospital. De 1884 à 1890, Horsley est professeur-surintendant du Brown Institute. En 1886, il est nommé professeur adjoint de chirurgie au National Hospital for Paralysis and Epilepsy, puis professeur de pathologie (1887–1896) et enfin professeur de chirurgie clinique (1899–1902) à l'University College de Londres.[réf. souhaitée] Il est partisan du droit de vote des femmes et était un adversaire du tabac et de l'alcool.[réf. nécessaire]

### Vie personnelle
En 1883, il se fiance à Eldred Bramwell, fille de Frederick Bramwell. Le 4 octobre 1887, Victor et Eldred se marient à l’église Sainte-Marguerite de Westminster. Ils ont deux fils, Siward et Oswald, et une fille, Pamela.
Il est fait chevalier à l’occasion des Coronations Honours de 1902, recevant l'accolade du roi Édouard VII au palais de Buckingham le 24 octobre de la même année.
Victor Horsley se fait le champion de nombreuses causes. L'une de ses principales croisades est le mouvement pour la tempérance, ayant observé la fréquence des blessures consécutives à l’alcool chez un grand nombre de patients hospitalisés. Il accède bientôt au poste de vice-président de la National Temperance League et de président de la British Medical Temperance Association. En 1907, avec le Dr Mary Sturge, il publie un livre sur l'alcoolisme intitulé Alcohol and the Human Body (L'alcool et le corps humain).
Selon ses biographes Tan et Black (2002), la gentillesse, l'humilité et l'esprit généreux de Horsley l'ont fait apprécier aussi bien des patients que de ses collègues et étudiants. Né privilégié, il se consacre néanmoins à l'amélioration du sort de l'homme ordinaire et oriente ses efforts vers le suffrage des femmes, la réforme médicale et la gratuité des soins de santé pour la classe ouvrière (. . . ) Iconoclaste d'une intelligence vive, d'une énergie illimitée et d'une compétence consommée, sa vie et son œuvre justifient son épitaphe de "pionnier de la chirurgie neurologique".

### Carrière médicale

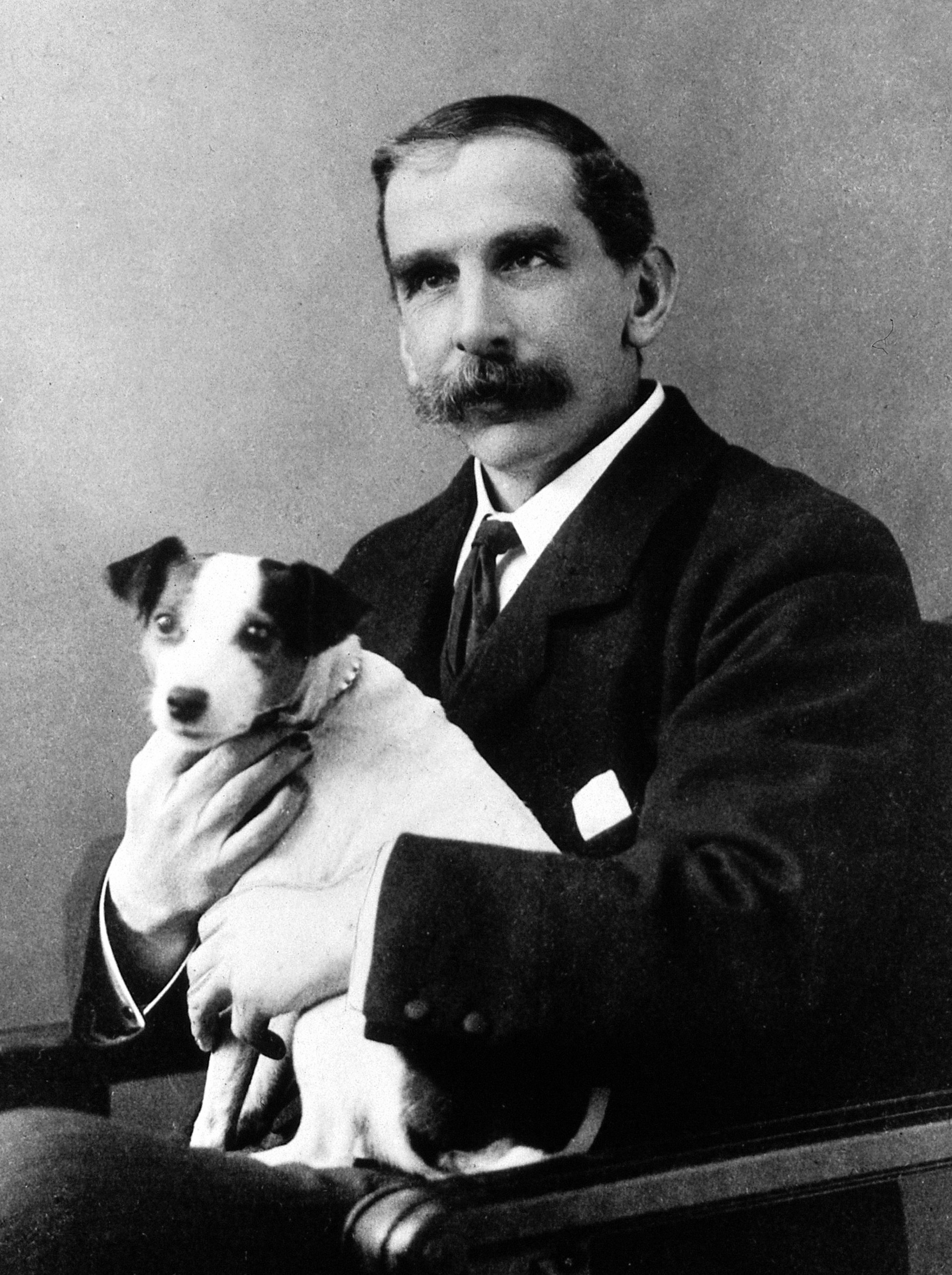
Victor Horley

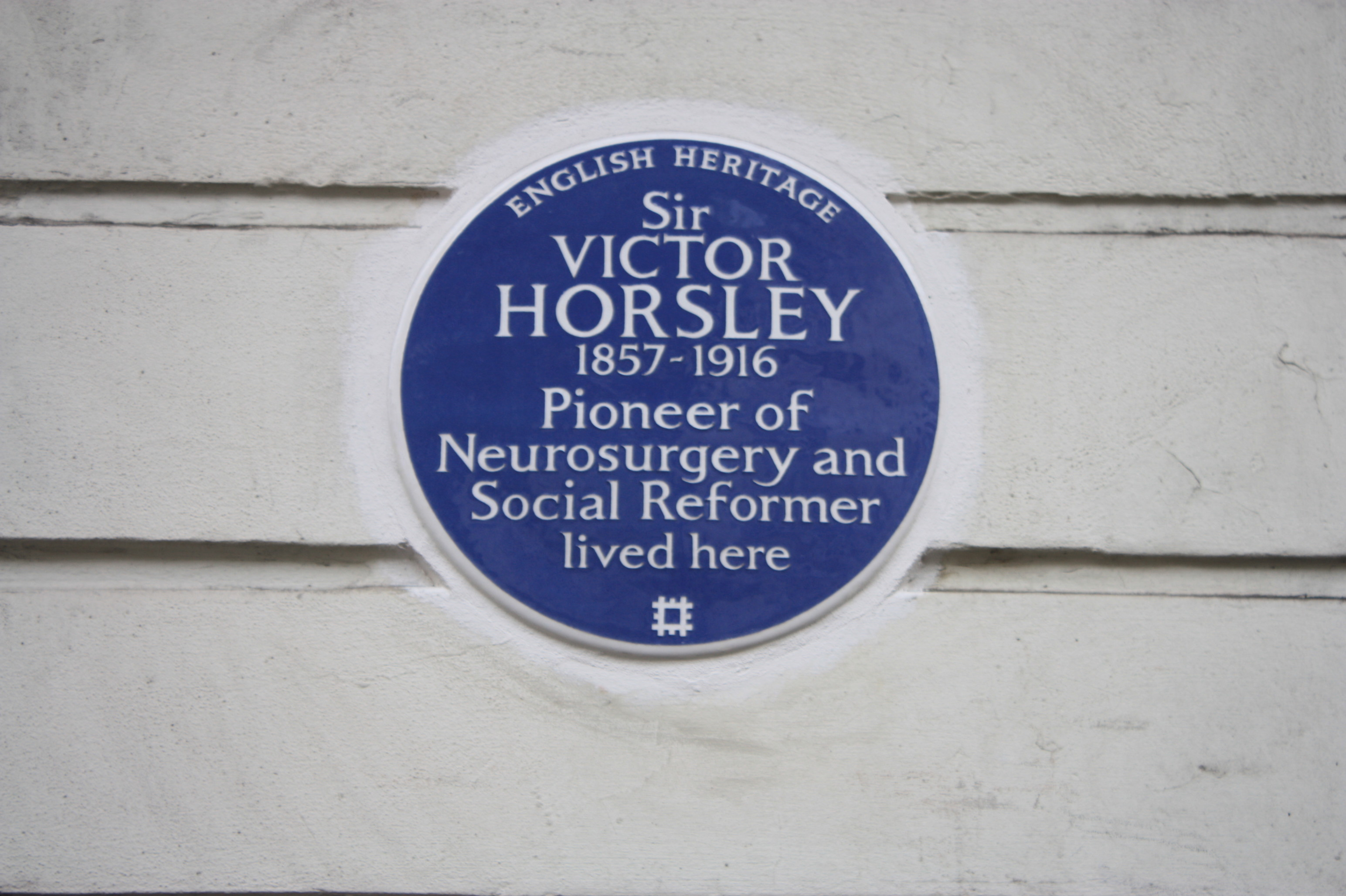
La plaque bleue de Victor Horsley sur Gower Street à Londres

Horsley se spécialise en chirurgie et en physiologie. Il est le premier médecin à enlever une tumeur de la colonne vertébrale, en 1887, par la technique de laminectomie. Il développe de nombreuses techniques pratiques de neurochirurgie, notamment la cire osseuse hémostatique, le lambeau cutané, la ligature de l'artère carotide pour traiter les anévrismes cérébraux, l'abord transcrânien de l'hypophyse et la section intradurale de la racine du nerf trijumeau pour le traitement chirurgical du nerf trijumeau.
En tant que neuroscientifique, il mène des études sur les fonctions du cerveau chez l'animal et l'homme, notamment sur le cortex cérébral. Ses études sur la réponse motrice à la stimulation électrique faradique du cortex cérébral, de la capsule interne et de la moelle épinière sont des classiques du domaine. Ces études se traduisent ensuite par son travail de pionnier de la chirurgie de l'épilepsie. Entre 1884 et 1886, Horsley est le premier à utiliser la stimulation électrique peropératoire du cortex pour la localisation des foyers épileptiques chez l'homme, précédant Fedor Krause et Wilder Penfield.
Il est également un pionnier dans l'étude des fonctions de la glande thyroïde. Il étudie le myxœdème et le crétinisme, qui sont causés par une diminution du niveau des hormones thyroïdiennes (hypothyroïdie), et établit pour la première fois, lors d'expériences sur des singes, qu'ils pouvaient être traités avec des extraits de la glande.
Nommé en 1886 secrétaire d'une commission gouvernementale formée pour étudier le vaccin antirabique mis au point par Louis Pasteur, Horsley corrobore ses résultats et crée une campagne de vaccination contre la rage au Royaume-Uni. En tant que pathologiste, il conduit des recherches en bactériologie et fonde le Journal of Pathology.
En juin 1886, est élu Fellow de la Royal Society et en 1891, conjointement avec son beau-frère Francis Gotch, prononce une Croonian Lecture sur le système nerveux des mammifères. En 1893, il reçoit le prix Cameron de thérapeutique de l'Université d'Édimbourg . Un an plus tard, en 1894, il remporte la médaille royale pour "ses recherches relatives à la physiologie du système nerveux et de la glande thyroïde, et à leurs applications au traitement des maladies".
Horsley, qui avait été un tireur de carabine passionné lorsqu'il servait dans les Artists 'Rifles en tant qu'étudiant en médecine, a également étudié l'effet des blessures par balle sur le cerveau, expérimentant avec des animaux fournis par un boucher et utilisant le fusil Lee-Metford récemment publié. Il parvient ainsi à la conclusion que la cause immédiate du décès qui suit était due à une insuffisance respiratoire et non à une insuffisance cardiaque.
Son innovation la plus connue est l appareil Horsley-Clarke, développé en 1908 avec Robert H. Clarke, pour effectuer la chirurgie dite stéréotaxique, dans laquelle un ensemble de coordonnées numériques précises est utilisé pour localiser chaque structure cérébrale. Il a été un pionnier de la neurochirurgie et a opéré un total de 44 patients.
Il est l'auteur du livre Functions of the Marginal Convolutions (1884) et, en tant que co-auteur, Experiments upon the Functions of the Cerebral Cortex (1888) et Alcohol and the Human Body (1902).

### Carrière politique
Sympathisant du Parti libéral, Horsley participe aux élections générales de décembre 1910 comme candidat libéral au siège de l'université de Londres. La société pour la défense des animaux et contre la vivisection fait campagne contre son élection en raison de son implication dans la vivisection. Après l'élection, il est investi comme candidat libéral potentiel, d'abord pour Islington East puis, en 1913, pour Harborough dans le Leicestershire. Harborough étant un fief libéral la prochaine élection générale, qui devait avoir lieu en 1914, l'aurait très probablement élu au parlement. Cependant, il renonce en tant que candidat potentiel, invoquant l'opposition à ses vues sur le suffrage des femmes et la tempérance de la part des fonctionnaires de circonscription, juste avant le début de la Première Guerre mondiale.
Horsley a fortement soutenu l'initiative libérale d'État-providence, la loi sur l'assurance nationale de 1911, malgré la forte opposition de la plupart de ses collègues médecins.

### Service et mort de la Première Guerre mondiale

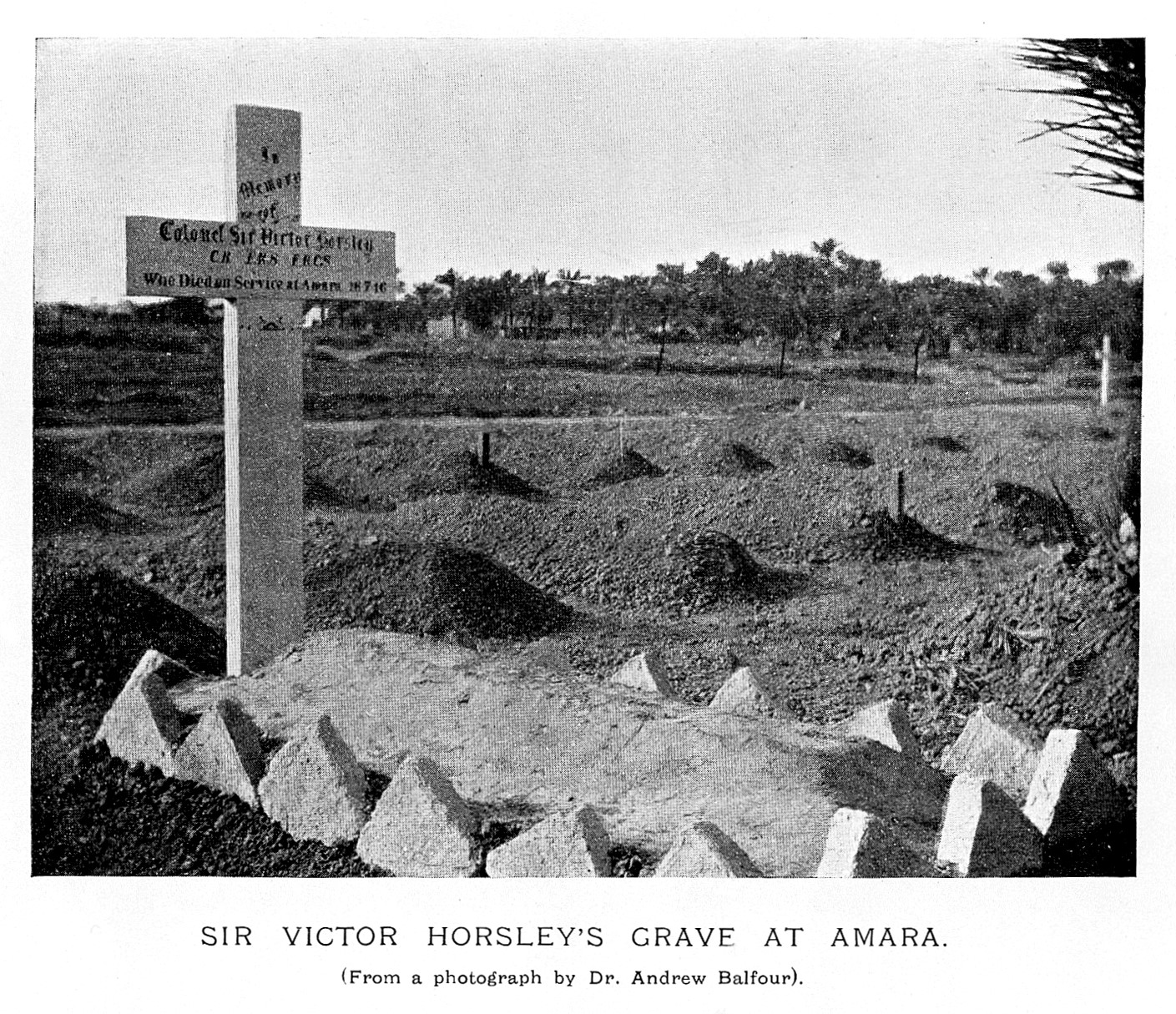
Tombe de Victor Horsley au cimetière de guerre d'Amara.

En 1910, Horsley est nommé capitaine dans l'armée territoriale, au 3rd London General Hospital du Royal Army Medical Corps. Au déclenchement de la Première Guerre mondiale, il se porte volontaire pour le service actif sur le front occidental, où il est d'abord affecté comme chirurgien à l'hôpital britannique de Wimereux, en France. En mai 1915, il est nommé colonel et directeur de la chirurgie du service de santé de l'armée britannique en Égypte, basé au 21e hôpital général d'Alexandrie, en soutien à la campagne des Dardanelles. L'année suivante, il se porte volontaire pour la chirurgie de campagne en Mésopotamie ottomane, où il meurt subitement à Al-Amara, le 16 juillet 1916, d'un coup de chaleur à seulement 59 ans.

## Éponymies
Horsley est le premier neurochirurgien nommé à lhôpital neurologique de Queen Square, à Londres : le département de neurochirurgie Victor Horsley de cet établissement est nommé en son honneur. Le Walton Center for Neurology & Neurosurgery NHS Trust à Liverpool, en Angleterre, un autre hôpital neurochirurgical de premier plan, lui a dédié son unité de soins intensifs, en la nommant le quartier Horsley. Lors de sa réunion annuelle des représentants, la British Medical Association organise une série de conférences à l'heure du déjeuner intitulées The Victor Horsley Lectures. Après la deuxième guerre du Golfe, un hôpital de campagne britannique a été créé à la base logistique de Shaibah, et la zone d'hébergement sous tente pour le personnel hospitalier était connue sous le nom de Horsley Lines. Horsley est crédité de l'invention du crochet de Horsley (Horsley Hook), un instrument qu'il a utilisé pour avulser le nerf trijumeau.